# Federico Confalonieri
Pour les articles homonymes, voir Confalonieri.

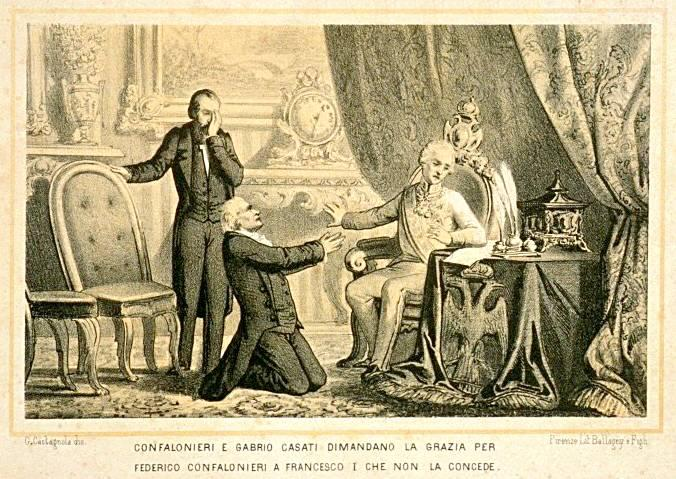
Confalonieri et Casati demandent la grâce pour Federico Confalonieri à François Ier d'Autriche qui la refuse

Federico Confalonieri, né le 6 octobre 1785 à Milan et mort le 10 décembre 1846 à Hospental, est un patriote italien.

## Biographie
Federico Confalonieri naquit à Milan dans une famille noble et dévouée à l'Autriche. Tout jeune, il soutient l'idéal d'une Italie unie et est un opposant au régime napoléonien. Après la Restauration, il participe à la naissance du périodique littéraire et économique Il Conciliatore (Le Conciliateur) et adhère au carbonarisme; en 1806 il épouse Teresa Casati qui partage ses projets . Il semble avoir appartenu depuis le 1805 à une chambre maçonnique de rite écossais (cf. lettre à la fille de la princesse de Lamballe) .
Carlo Botta affirme dans son Histoire de l'Italie de 1789 à 1814 qu'il se trouvait à la tête de la foule qui commit le meurtre de Giuseppe Prina, mais Confalonieri dans son livre de Mémoires a essayé de montrer qu'il n'avait pas été celui qui avait dressé le peuple milanais contre Prina. 
Il soutient plusieurs réformes progressistes économiques et sociales. En octobre 1820, il conspire contre l'Autriche avec l'écrivain Silvio Pellico et le comte Luigi Porro Lambertenghi au sein de la cellule "Federati", affiliée aux Carbonari. En février 1821, il se rend avec le marquis Giorgio Pallavicino Trivulzio en plusieurs endroits du Piémont, où il participe activement à l'organisation de l'insurrection de février 1821  Le 13 décembre de la même année, il est arrêté dans sa maison par la police autrichienne et est condamné à mort en même temps qu'Alexandre Andryane . Leur peine est commuée en 1824 en travaux forcés qu'ils exécutent dans la prison de Spielberg, près de Brno.
En 1835, trois ans après la libération d'Andryane, la peine de Confalonieri est commuée en déportation aux États-Unis.
En 1837 il rentre clandestinement en Italie, en passant par la France d'où il est expulsé, puis par la Belgique et la Suisse. Animateur du libéralisme anti-autrichien, en 1839 il s'installe à Mendrisio faisant valoir un ancien droit de patricien (il était comte) mais après un bref séjour, il reparait à Paris. Il meurt soudainement lors d'un voyage entre Paris et la Lombardie.
Sa dépouille repose à côté de celle de Teresa Casati dans le monumental mausolée Casati dans le cimetière de Muggiò.

### Archives
- 1 lettre autographe signée à la fille de la princesse de Lamballe (1805)
- 1 lettre autographe signée au comte Antonio Durini, Milan, 15 mars 1815
- 1 lettre autographe signée à l'écrivain anglais John Cam Hobhouse, Milan, 3 février 1819: « Monsieur, – Votre lettre du 8 janvier a mis mon esprit dans un tel labyrinthe, que même aujourd'hui après un mois de réflexion, il m'est presque impossible d'en sortir. Cependant il est temps que vous soyez informé au moins des motifs de ma perplexité. Au commencement de l'année je vous ai écrit que j'allais à Moulsey. »
- 1 lettre autographe signée à Alexandre Andryane, New-York, 22 juin 1837: « Mon Alexandre bien aimé ! Oh ! quel baume tu viens de répandre dans mon âme, par ta si bonne, si amicale, si con- fiante lettre du 26 avril dernier, que j'ai reçue seulement il y a trois jours! »
- 3 lettres autographes signées "Conte Federico Confalonieri, Presidente della Società fondatrice delle Scuole gratuite di Mutuo Insegnamento" adressées au Père Girard à Fribourg (avril-juin 1820)